# Собібір
Собібір, або Собібор (також Собібур, пол. Sobibór) — село в Польщі, у гміні Володава Володавського повіту Люблінського воєводства. Населення — 434 особи (2011).
Село розташоване на відстані 11 км від адміністративного центру сільської ґміни міста Володава, та на 80 км від адміністративного центру воєводства міста Люблін.
Біля села протікає річка Західний Буг, поруч є Собіборський ландшафтний гай, собіборський ліс. Село має школу. На відстані 4 км на захід від села, в середині лісу, розташовано вокзал «Собібір».

## Етимологія
Назва поселення походить від старопольського особового імені чоловічого роду (пол. Sobiebor), що складається з пол. Sobie- i пол. -bor —  Собєбор зі значенням «боротьба» та «змагатися». Це може означати — «той, хто обороняє себе». У старовинних історичних документах Польщі присутня назва «Собебор, Собєбор» (пол. Sobiebor).

## Історія

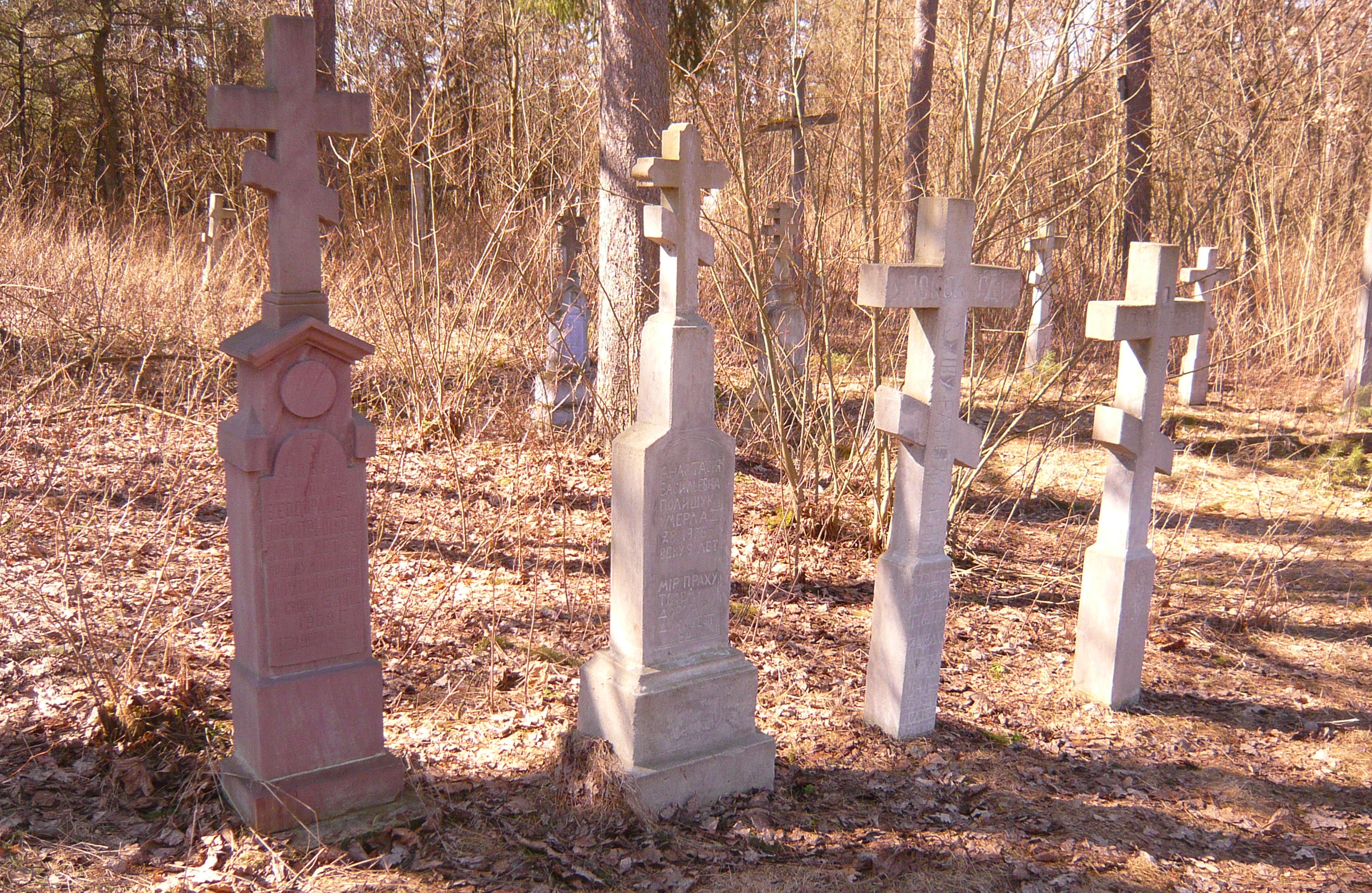
Православний цвинтар

1573 року вперше згадується православна церква в селі.
За даними етнографічної експедиції 1869—1870 років під керівництвом Павла Чубинського, у селі переважно проживали греко-католики, які розмовляли українською мовою.
1872 року місцева греко-католицька парафія налічувала 918 вірян.
У 1867—1933 роки зазначене село було резиденцією ґміни Собібор. У 1921 році село входило до складу гміни Собібір Володавського повіту Люблінського воєводства Польської Республіки. За переписом населення Польщі 10 вересня 1921 року в селі налічувалося 58 будинків (з них 1 незаселений) та 284 мешканці, з них:
- 128 чоловіків та 156 жінок;
- 226 православних, 22 римо-католики, 31 юдея, 5 християн інших конфесій;
- 203 українці, 81 поляк.

У 1929 році польська влада в рамках великої акції руйнування українських храмів на Холмщині і Підляшші знищила місцеву православну церкву.

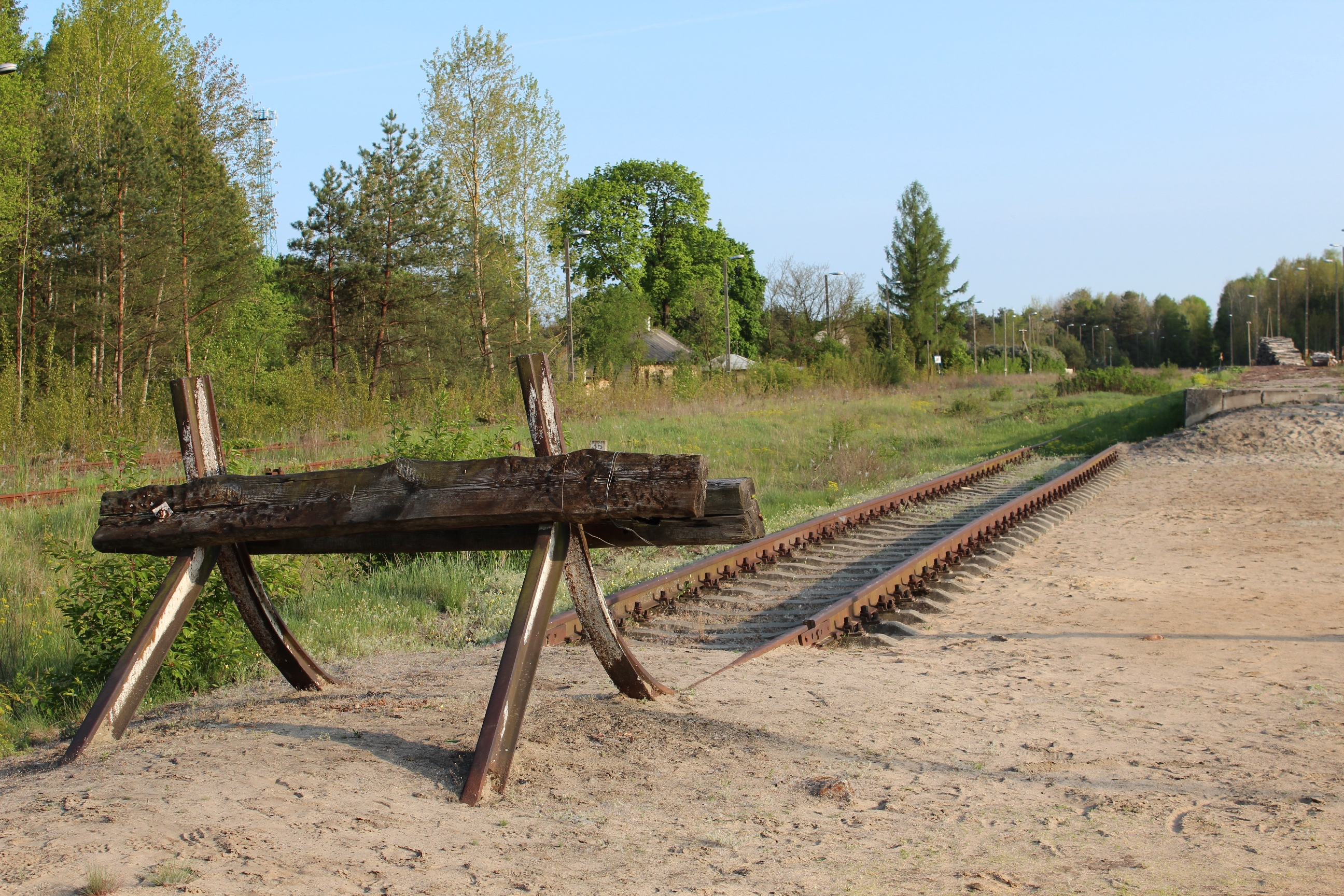
Концентраційний табір часів Другої світової війни

На відстані 4 км напрямком на захід від села знаходяться залізнична товарна станція «Собібір», музей і пам'ятник присвячений жертвам концентраційного табору Собібор, який діяв під-час Другої світової війни. Станція була активна в 1942—1943 рр. для обслуги німецького табору «Собібор» СС-зондеркоманди; підрозділу, що складався з 30 німців та 150 українців. Забито там принаймні чверть мільйона людей. 14 жовтня 1943 р. спалахнуло повстання серед частини інтернованих, у наслідку чого дванадцять есесівці були вбиті, а триста ув'язнених втекли з табору.
У 1975—1998 роках адміністративно село належало до Холмського воєводства.

## Населення
Демографічна структура станом на 31 березня 2011 року:
|          | Загалом | Допрацездатний вік | Працездатний вік | Постпрацездатний вік |
| -------- | ------- | ------------------ | ---------------- | -------------------- |
| Чоловіки | 221     | 40                 | 168              | 13                   |
| Жінки    | 213     | 40                 | 135              | 38                   |
| Разом    | 434     | 80                 | 303              | 51                   |

## Пам'ятки
- Православний цвинтар — пам'ятник культури Люблінського воєводства (№ А-253[11]).
- Музей Собібору — філія музею Майданека.
- Пам'ятник жертвам концтабору «Собібір».
- Маєток.